# Fargues (Lot)
Fargues è un comune francese di 169 abitanti situato nel dipartimento del Lot nella regione dell'Occitania.

## Società

### Evoluzione demografica
Abitanti censiti